# 厄尔·加德纳
厄尔·贝克·加德纳（英語：Earl Baker Gardner，1923年9月18日—2005年10月15日），美国NBA联盟的前职业篮球运动员。